# 黑火药

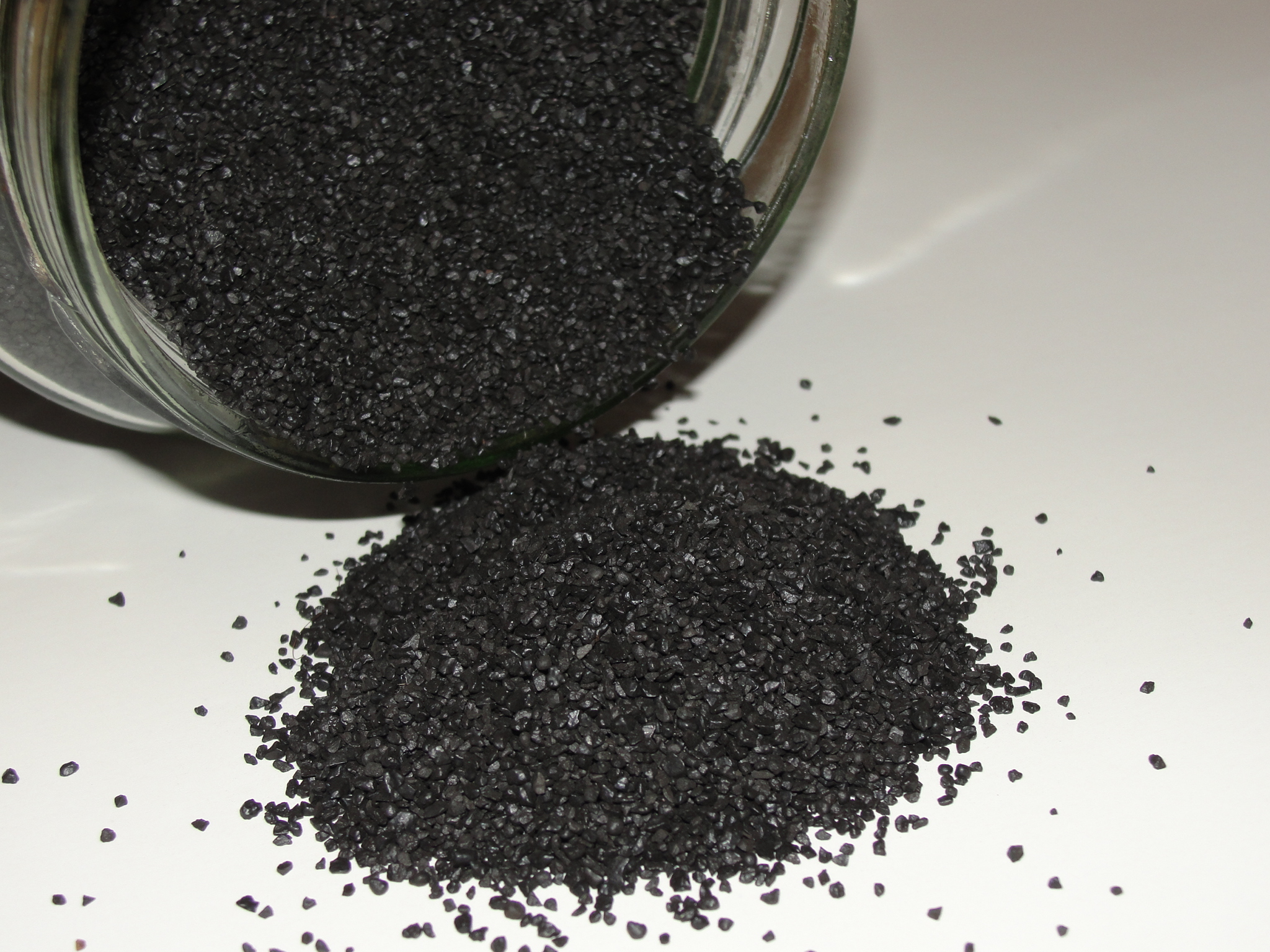
黑火藥

黑火藥是一種早期的炸藥。一般由硫磺、木炭和硝石（硝酸鉀）混合而成，其中木炭作为燃料，而硫磺和硝石作为氧化剂。由于火药能大量产生气体和热量的燃烧特性，其被广泛地用作枪械中的发射药和煙火中的烟火药，且直到17世纪中叶前都是唯一的化学爆炸物。
黑火药虽因其较低的分解率所导致的低爆炸威力而被归类为低爆炸性火藥，且已被無煙火藥等低速的發射藥及三硝基甲苯等高爆炸力炸藥取代，但至今仍有黑火药被作为引导爆炸的火工品以及煙火、鞭炮、模型火箭和仿古滑膛槍的發射藥而生產使用。

## 說明
黑火藥是用硫磺粉和木炭粉（供碳）以及硝酸鉀（供氧）按照“一硝二磺三木炭”的口诀，以质量比1斤(16两):2两:3两（大约硝酸鉀75%、硫磺10%、木炭15%）混合制成。幾個世紀來，炮手們試驗過多種不同配方。最佳比例應為硝酸鉀74.64%，硫磺11.85%，木炭13.51%（質量比）。不過上述的75:10:15比例仍是現在的工業生產標準比例。
黑火藥燃烧的化学方程式：
{\displaystyle {\rm {2KNO_{3}+S+3C\rightarrow K_{2}S+N_{2}\uparrow +3CO_{2}\uparrow }}}
產生大量的无色氣體，在封閉空間中可推進要發射的物體。
此外從實驗中亦有觀察到該反應： 4KNO3 + S +7C = K2S + K2CO3 + 2N2 + 3CO2 + 3CO
黑火藥在開放空間引燃只會爆燃。現代槍彈內的無煙火藥不具爆炸性，在開放的空間內引燃不會爆炸僅只快速燃燒，無煙火藥不屬於炸藥。雖然黑火藥的威力不及現代的炸藥，仍然屬於爆炸性物品，美國交通局則因為其易燃性而列為A級高爆炸品。爆竹的製造工廠發生大爆炸的機率並不少，尤其在亞洲地區，由於具有習俗方面的需求而導致違法或非法的爆竹工廠產生。含有黑火藥的完成品如煙火及模型火箭等，則被列作C級危險度，因為爆竹進入成品包裝之下，黑火藥需要更強大的熱源才會起火爆炸。

## 制作方法

### 必要条件
- 硝酸钾纯度99.5%以上、氯化物0.03%以下、水分0.2%以下
- 硫纯度99.5%以上
- 木炭足够柔软且灰分较低

### 制造过程示例
1. 在研钵中研磨木炭。
2. 加入硫磺并混合。
3. 将木炭和硫磺的混合物转移至另一容器中，然后加入硝酸钾。 此时加水使含水量变为4.5～6.5%。
4. 用橡树棒磨好。这一动作可使制造出的黑火药密度更高，可燃性更为均匀。
5. 将火药用棉布包裹起来，用铁板夹住，以60至120Kgf/cm2的壓力挤压，以增加比重密度。
6. 粉碎至所需粒度。 此时请注意含水量不要低于规定量。
7. 用60度以下的暖风慢慢吹干，直至水分含量降至1%以下。

## 優缺點及現代應用
黑火藥具有優點是其成分廣為人知，材料容易集齊並很廉價。雖然在十九世紀出現了更適合的爆炸物，但仍然要很久才代替其在應用上的統治地位。
另一優點是純正黑火藥的燃點較適中，用火花就會燒起來，遠低於專用的高燃點安全炸藥(即使溫火燒也不會爆)，但又高於低燃點起爆藥(只需要打擊便會爆)，所以現代軍事或爆破中，黑火藥也被用在點火裝藥和導火索或引信裝藥中。
缺點是作為炸藥又威力不足，這是因為爆速偏慢所以需要在封密的容器內引爆而不方便。而作為發射子彈的用時又會產生過多的白煙和殘渣，所以現代通常被專用的發射藥和炸藥代替。
綜合黑火藥的優缺點，加上有時是需要多煙的特性，所以現在主要用來做煙火、定時引信、信號、爆竹、發煙劑、禮炮及軍事演習時為了觀察炸彈著點準確度的演習炸彈裝藥。
還有便是供仿古的前膛上彈槍枝的發射藥使用。